# HD 95429
HD 95429，又名CD-51 5220，SAO 238674、HR 4296，是一颗恒星，视星等为6.15，位于銀經286.02，銀緯7.36，其B1900.0坐标为赤經10h 55m 46.6s，赤緯-51° 7.36′ 52″。